# Saviem

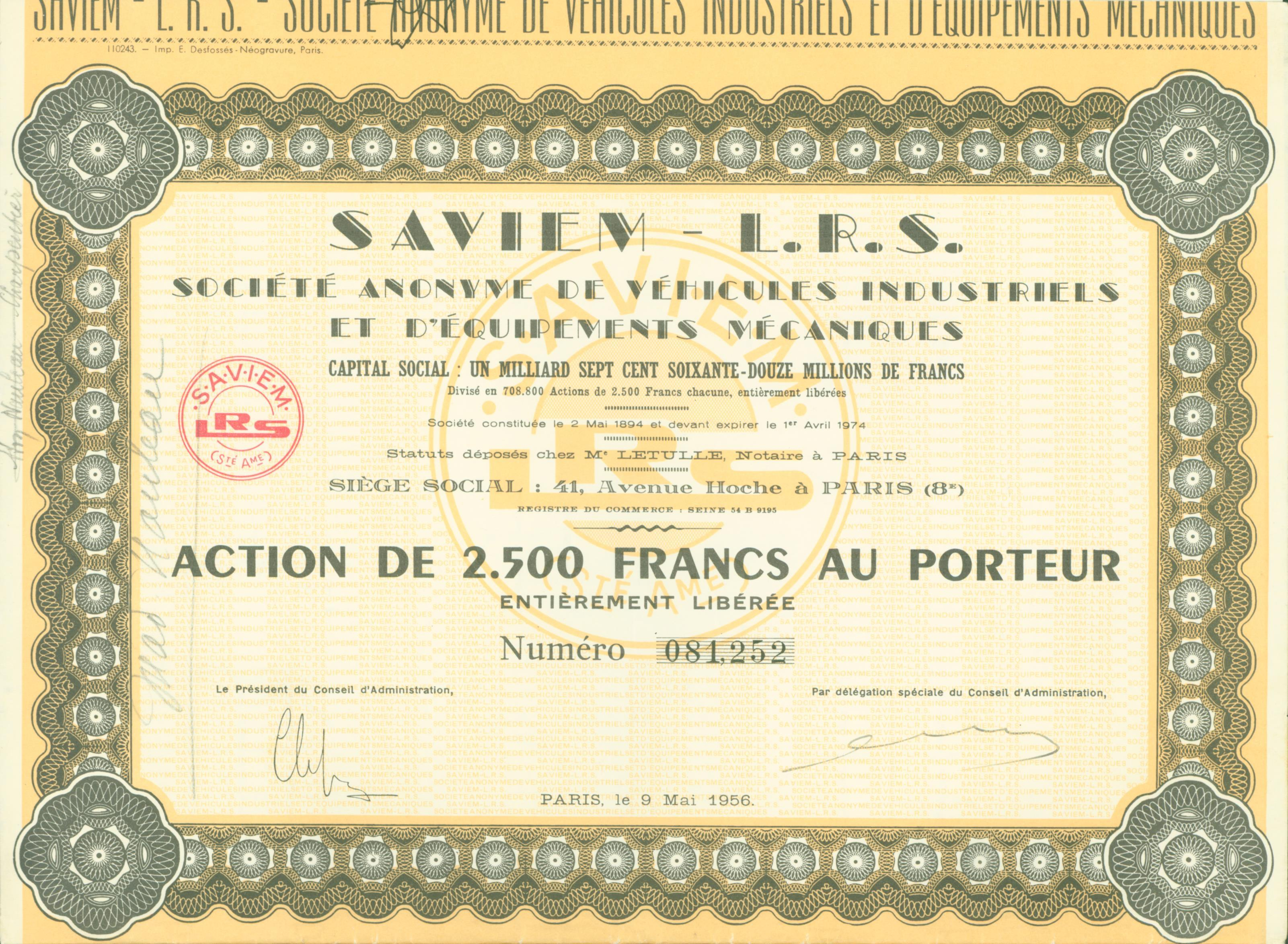
Aandeel Saviem-LRS (1956)

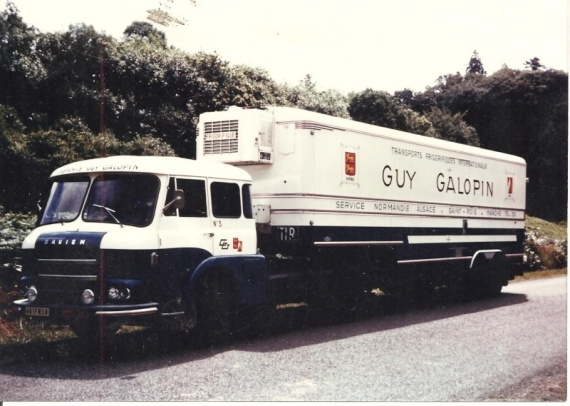
Saviem JL20 (1963)

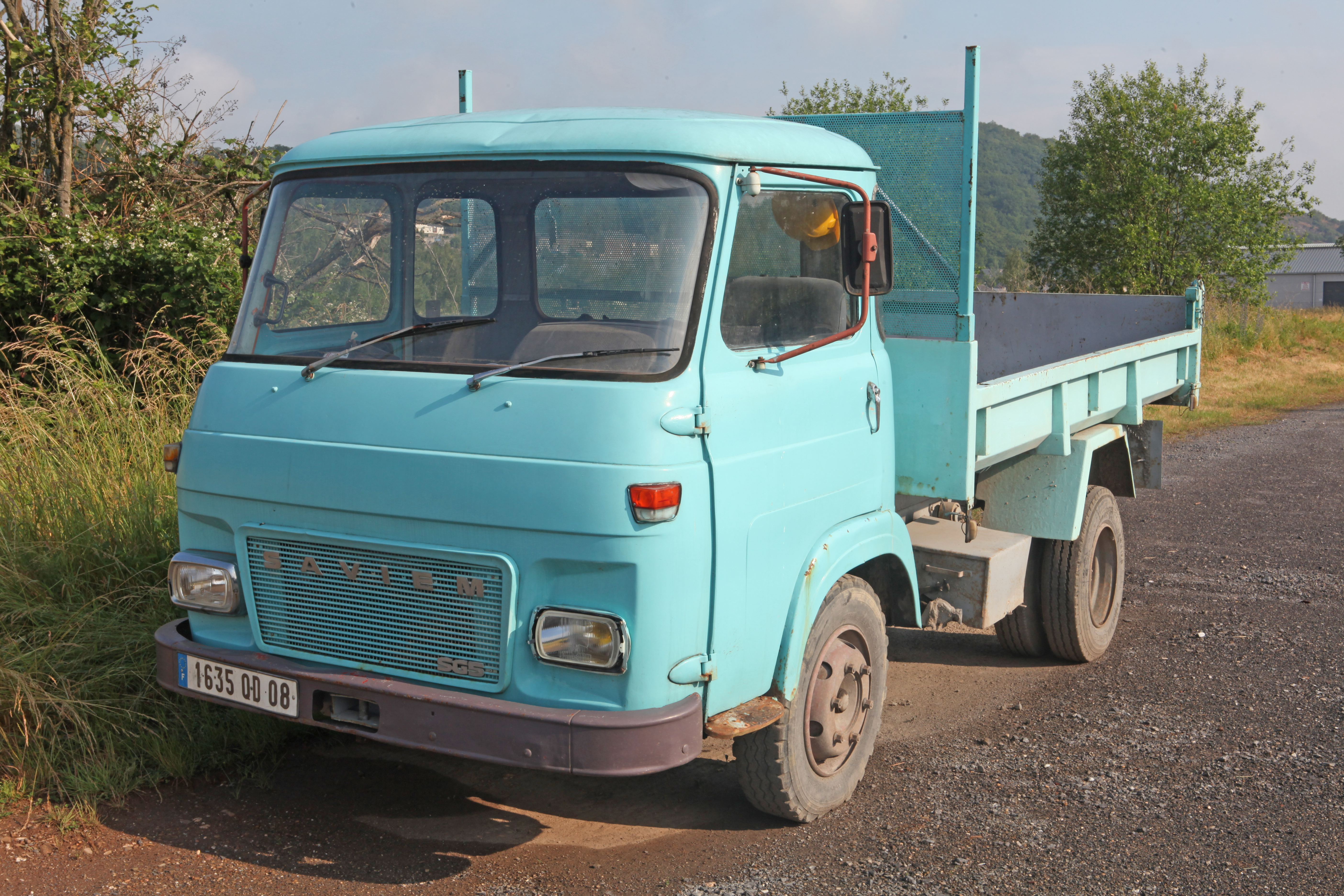
Saviem SG 5

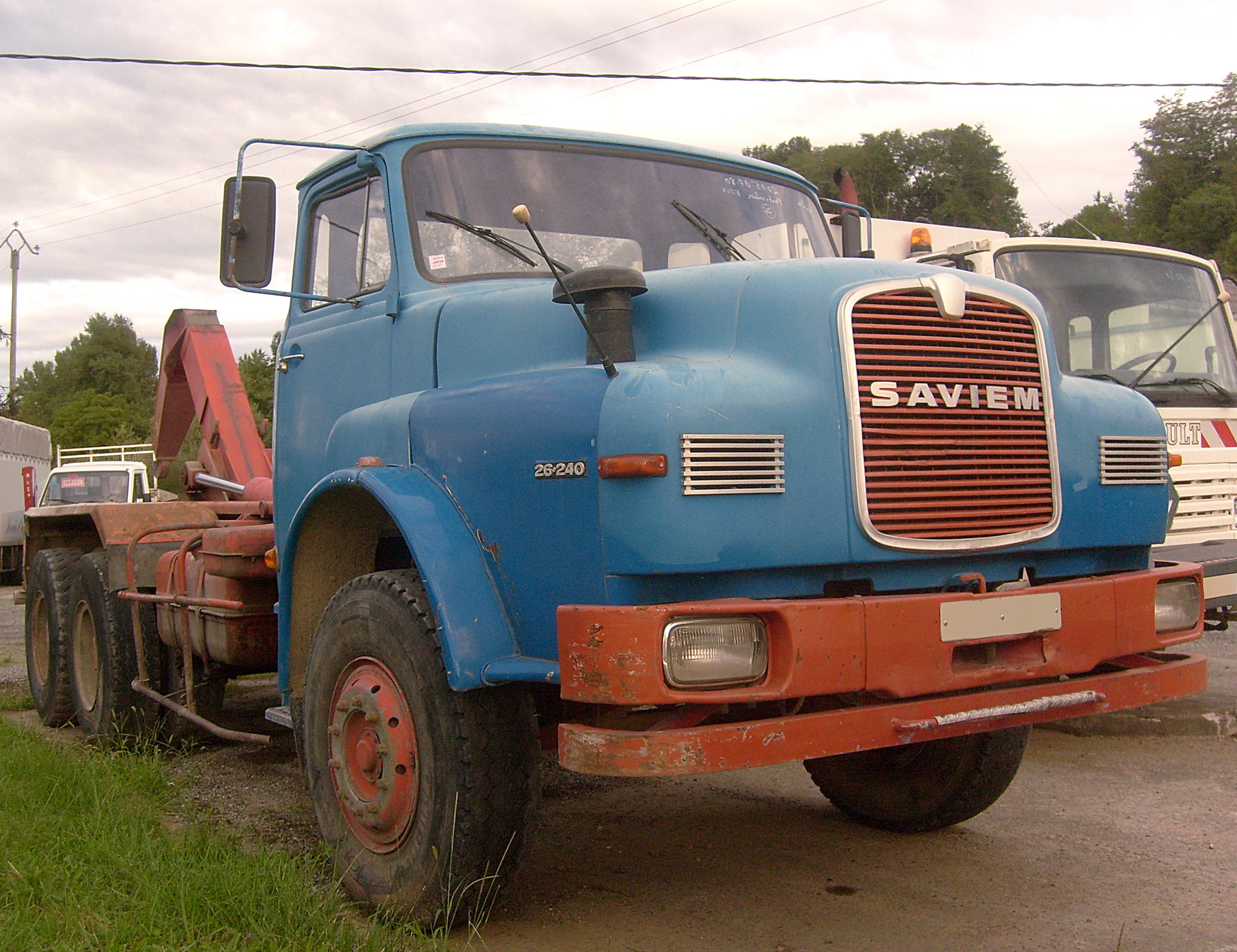
Saviem vrachtwagen met MAN cabine

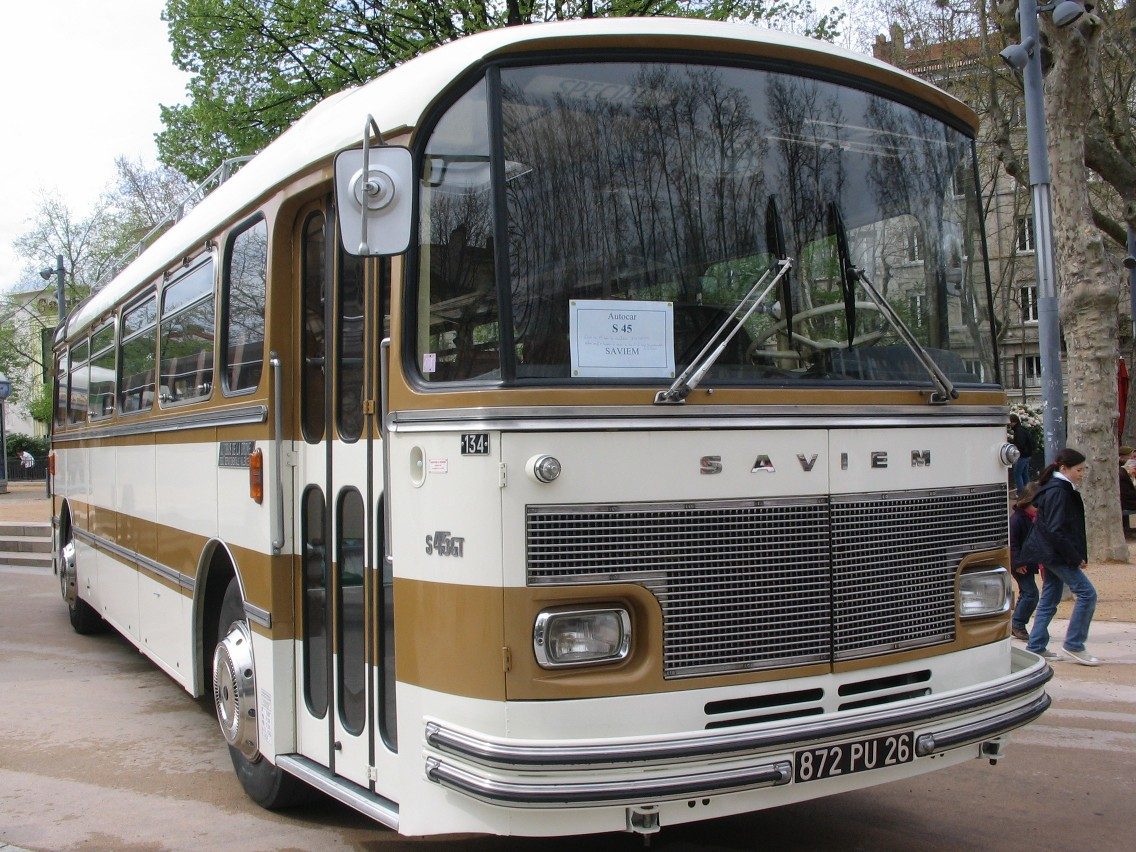
Saviem S45 GT (1972)

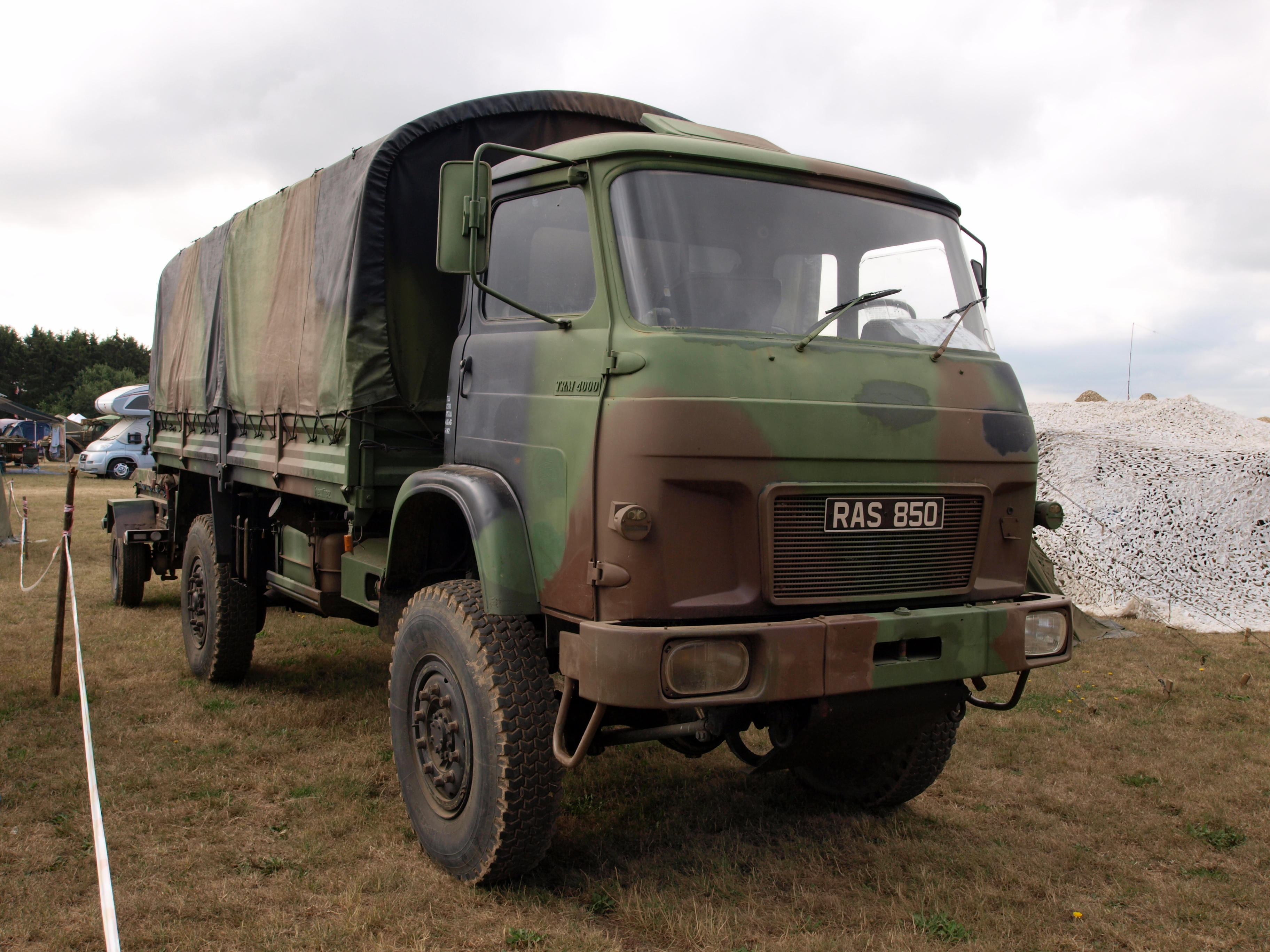
Saviem legervrachtwagen gebaseerd op de Saviem SM8

Saviem (Société anonyme de véhicules industriels et d'équipement mécaniques) was een Franse fabrikant van vrachtauto's en autobussen.
In 1955 besloten Renault en de andere Franse vrachtwagenfabrikanten Somua en Latil tot een fusie. Hieruit ontstond de "S.A. de Véhicules Industriels et Equipments Méchaniques", afgekort Saviem, en het was een belangrijke speler op vooral de Franse markt.
In 1957 verscheen de naam LRS-Saviem op de grille, waarbij de eerste letters van de fusiepartners LRS vormden. In 1960 kwamen de eerste Saviem typen JL21 en JL23 op de markt. Beide voertuigen hadden een gemoderniseerde cabine en waren herkenbaar aan de grote panoramische voorruit zonder middenstijl en op de grille twee dwarsbalken. In 1959 wordt Chausson, een fabrikant van autobussen, overgenomen. In 1961 kreeg Renault een meerderheidsbelang in Saviem en verdwenen de letters LRS van de grille.
In 1960 was Saviem de op een na grootste fabrikant van vrachtwagens in Frankrijk, na Berliet. Er werkten toen zo’n 6000 mensen bij het bedrijf. De belangrijkste fabrieken waren in Saint Ouem (motoren en versnellingsbakken), Suresnes (achterassen, chassis), Blainville (vrachtwagens) en Annonay (autobussen). De assemblage van autobussen en touringcars vond plaats in de voormalige Chausson-werkplaatsen te Gennevilliers en Argenteuil.
Saviem had een probleem bij de ontwikkeling van dieselmotoren en in 1961 besloot men samen te werken met de Duitse fabrikant Henschel. Er werd een contract afgesloten voor een periode van 25 jaar waarbij Henschel dieselmotoren zou gaan leveren aan Saviem. Saviem zou Henschel voorzien van lichte vrachtwagens en van 1961 tot 1963 verschenen er voertuigen op de markt met de naam Henschel-Saviem. De samenwerking was geen succes en in 1963 werd het contract beëindigd.
Er was reeds gezocht naar een alternatieve partner en in hetzelfde jaar ging Saviem samenwerken met MAN. Dit leidde tot de verschijning van de nieuwe Saviem JM-serie. Deze wagens waren voorzien van MAN-dieselmotoren, maar verder herkenbaar aan de horizontale chroomstrip en het Renaultlogo. In oktober 1964 hevelde Renault de productie van lichte voertuigen over naar Saviem. Hieruit ontstond de Super Galion (SG) serie die vanaf 1967 ook werden verkocht als MAN en vanaf 1969 ook door Alfa Romeo. De samenwerking met MAN ging verder, er werden ook motoren, versnellingsbakken en cabines uitgewisseld.
In 1975 werd Sinpar overgenomen. Sinpar was gespecialiseerd in de fabricage van lieren, tussenbakken en modificaties van vrachtwagenchassis voor aandrijving op alle wielen. In 1975 was de totale productie van Saviem zo'n 35.300 voertuigen en behaalde daarmee een omzet van 3031 miljoen Franse frank.
In 1977 had Citroën Berliet afgescheiden, doordat zij bij de PSA groep was gekomen. Op 30 juni 1977 vormden Saviem en Berliet samen Renault Véhicules Industriels al werden de vrachtwagens vooralsnog onder eigen merknaam verkocht. Vanaf 1 januari 1980 werden alle vrachtwagens onder de Renault merknaam verkocht.